# Sympétrum du Piémont
Sympetrum pedemontanum
Espèce
Statut de conservation UICN

 LC  : Préoccupation mineure
Le sympétrum du Piémont (Sympetrum pedemontanum) est une espèce d'insectes odonates de la famille des Libellulidae.

## Description et caractéristiques
Le Sympétrum du Piémont se distingue de tous les autres Sympetrum par la présence de large bandes brunes sur les ailes.
Les femelles sont jaunes et les mâles sont rouges.
Les pattes sont noires, les ptérostigmas sont rouges chez les mâles et rose pâle pour les femelles.

## Galerie d'images

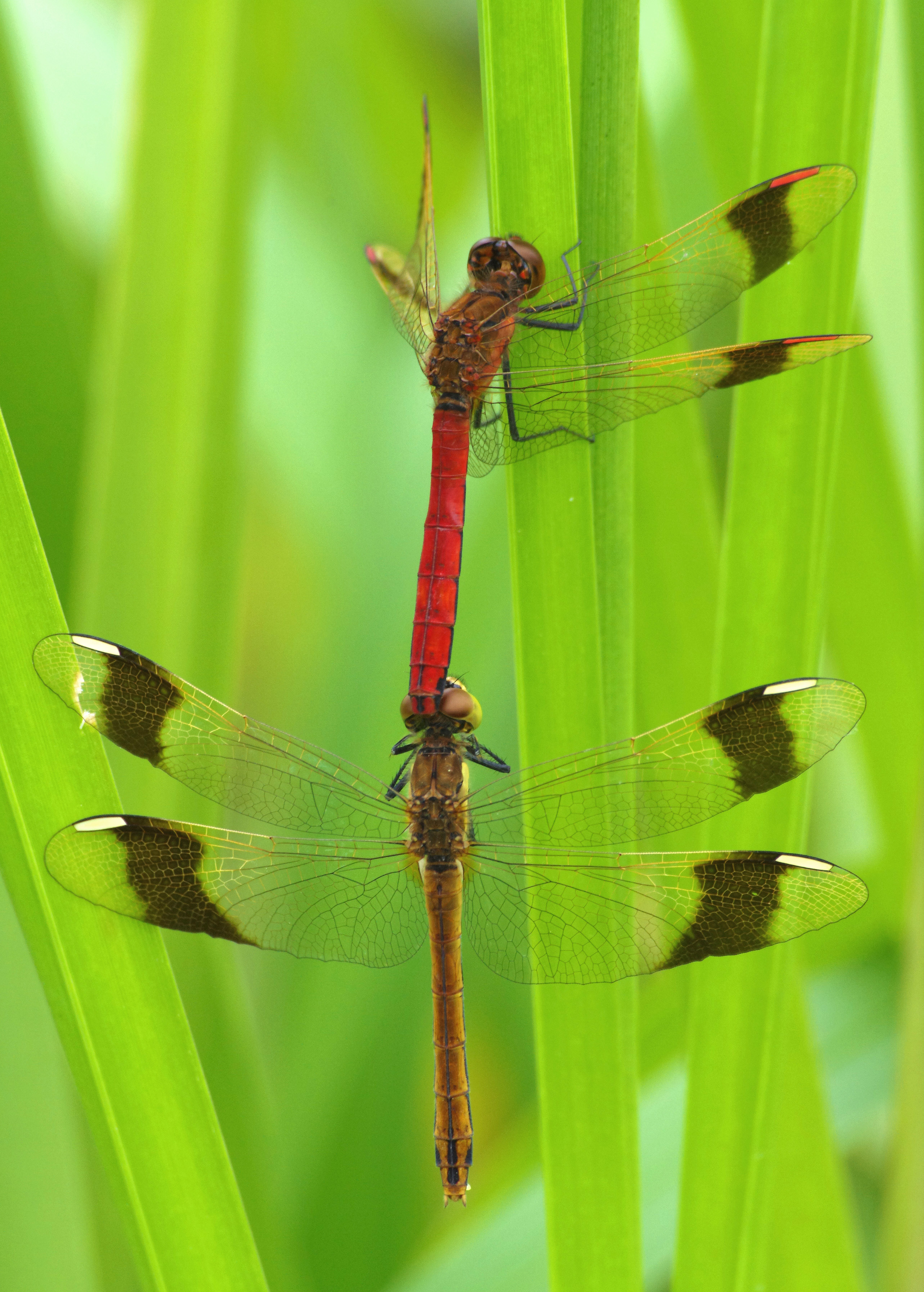
Tandem Mâle et femelle
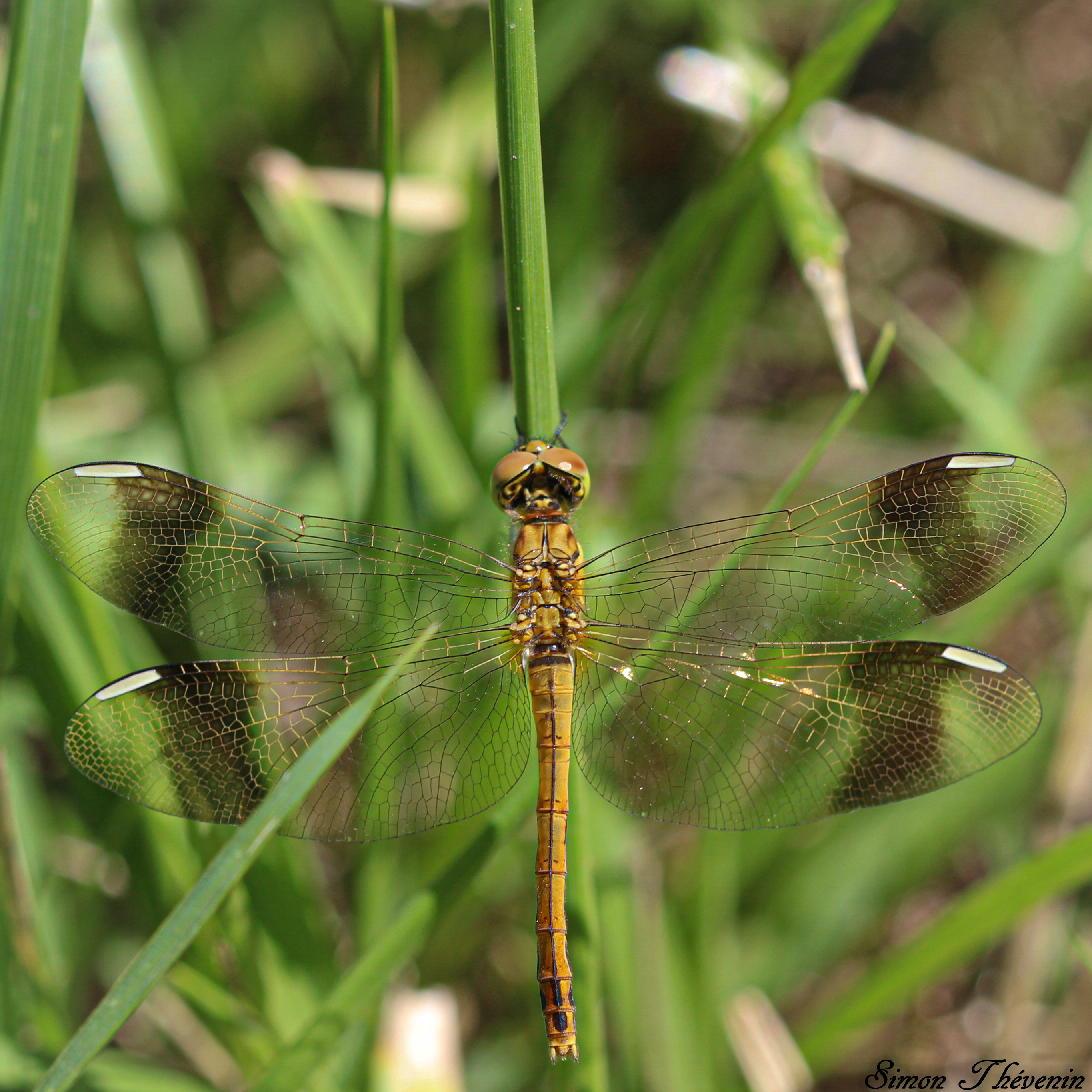
Femelle